# Línea 11 (Metro de Barcelona)
La Línea 11 del Metro de Barcelona es una línea de metro soterrado perteneciente a la red de Metro de Barcelona que da servicio a cinco barrios de las poblaciones de Barcelona y Moncada y Reixach. La línea es de conducción automática (es la segunda línea de metro en España, después de la L9/L10, que funciona de forma totalmente automatizada), construida a comienzos de la década de 2000 como prolongación de la línea 4 a partir de la estación de Trinitat Nova.
La línea, de 2,3 kilómetros de longitud y cinco estaciones, fue pensada para dar servicio a unos barrios tradicionalmente mal comunicados y se inauguró en 2003 entre Trinitat Nova y la estación de Can Cuiàs en el barrio de Can Cuiàs de Moncada y Reixach. Al igual que la L2, se construyó adaptada para personas con movilidad reducida e invidentes, como también se ha hecho posteriormente en la L9 y L10.

## Características generales
La línea es operada por Transportes Metropolitanos de Barcelona (TMB), y se asocia con color verde claro. La L11 difiere técnicamente del resto de la red siendo, servida por trenes de la serie 500 automáticos, sin conductor y de dos vagones en vez de cinco. Hay un total de dos trenes en hora punta y uno en hora valle, con una frecuencia de 7 minutos y 13 minutos según la hora. Transportes Metropolitanos de Barcelona tiene tres trenes de dos vagones de esta serie construida por CAF. Los trenes son controlados desde el Centro de Control de Metro de Barcelona en el barrio de la Sagrera.
El trazado es soterrado y mayoritariamente de vía única, excepto en Torre Baró | Vallbona donde se encuentran los trenes de los dos sentidos. A la hora de la construcción algunos aspectos se tuvieron en cuenta según los estándares del metro por si se decidiera alargar la L4, como por ejemplo la reserva de 400 metros para alargar los andenes y no sobrepasar la máxima pendiente permitida en el metro convencional del 4 %.
La zona que sirve la línea es de orografía complicada y alrededor de la estación de Ciutat Meridiana hay ascensores inclinados para acceder a diferentes zonas del barrio. Las estaciones están decoradas con detalles identificativos del entorno.
La línea 11 tiene una longitud de 2,3 kilómetros, cinco estaciones, ocho trenes por hora y sentido en hora punta y en 2010 hubo 1,1 millones de viajes. Es la última línea por volumen de viajes después de la L9/L10.

### Municipios cubiertos
Los municipios cubiertos por la línea son: Barcelona y Moncada y Reixach. En la ciudad de Barcelona pasa por los barrios de Ciudad Meridiana, la Trinitat Nova y Torre Baró del distrito de Nou Barris,y el barrio de Can Cuiàs del municipio de Moncada y Reixach.
Estaciones
Hay un total de cinco estaciones, dos de las cuales disponen de enlace, Trinitat Nova con las líneas L3 y L4 del metro de Barcelona y Torre Baró | Vallbona con el servicio de cercanías de Renfe.
| Estación               | Metro | Otras |
| ---------------------- | ----- | ----- |
| Trinitat Nova          |       |       |
| Torre Baró \| Vallbona |       |       |

## Historia

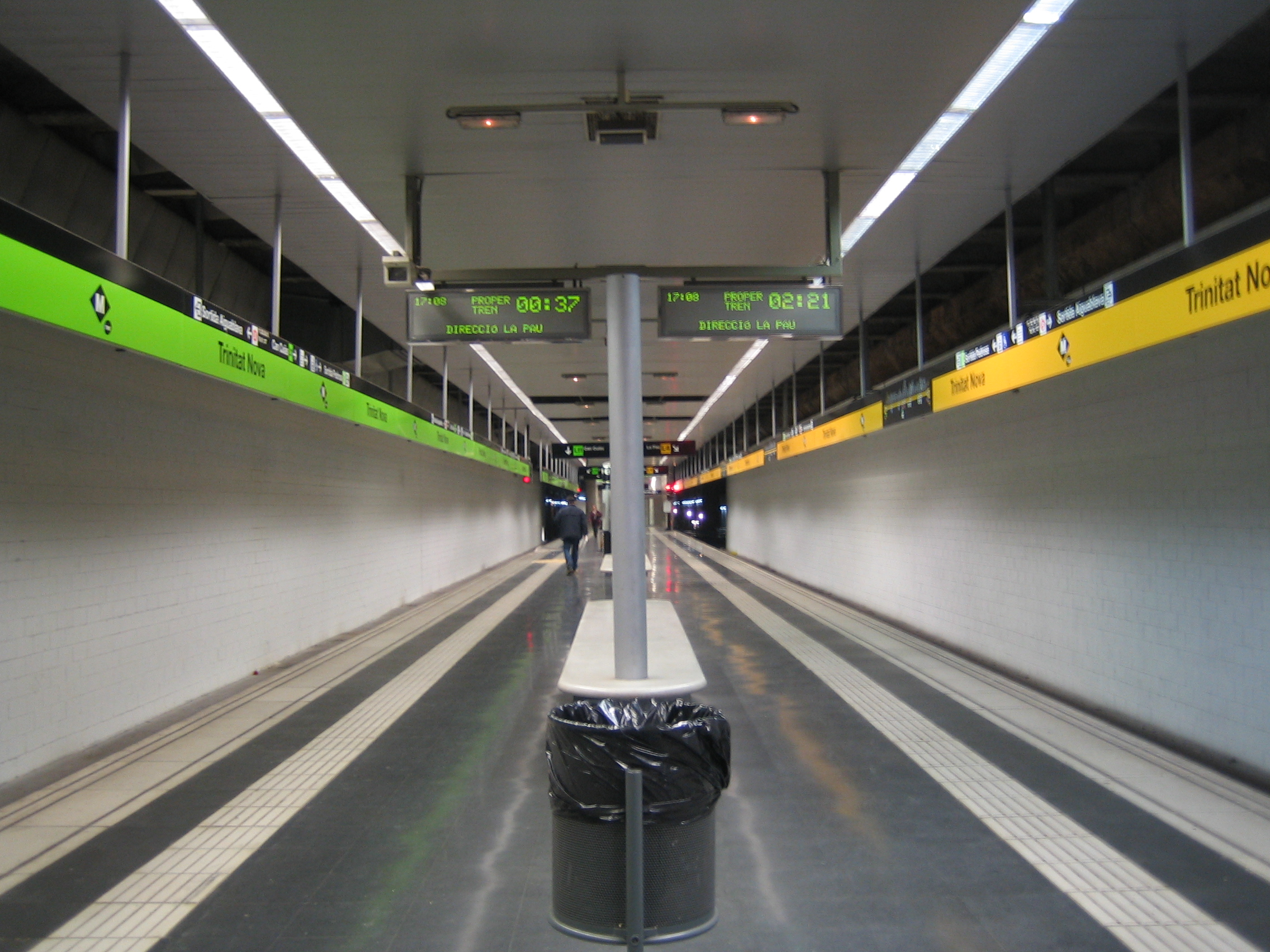
Andén de L4 y L11 de Trinitat Nova.

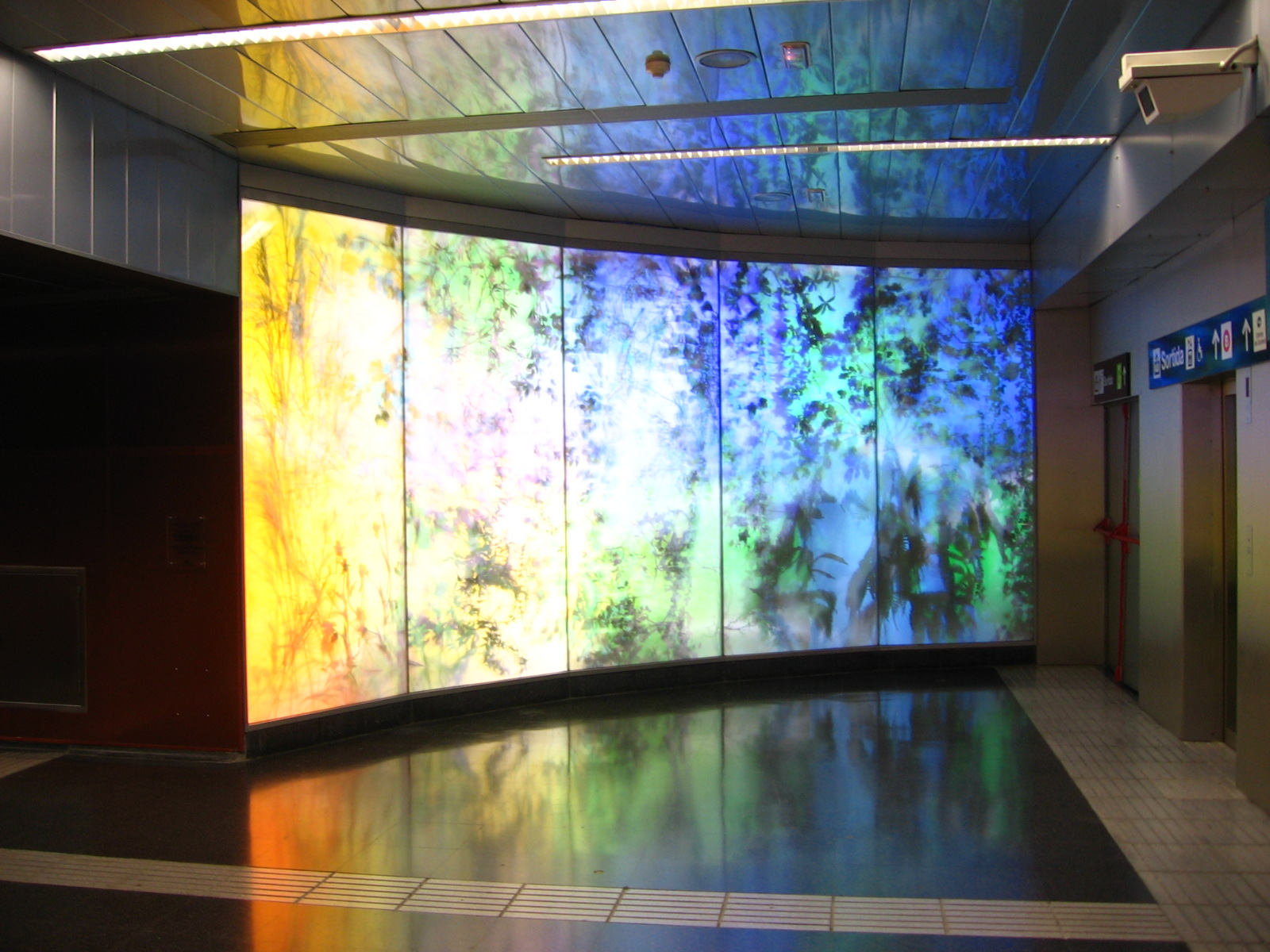
Vestíbulo de la Estación de Ciutat Meridiana.

### Antecedentes
Antes de que se hiciera la L11, el Plan de Metros de 1971 preveía la llegada del metro de Barcelona al barrio de Ciutat Meridiana alargando la L1 desde Torras i Bages. Pocos años más tarde, el Plan de Metros de 1974 modificaba la prolongación de la L1 para hacerla finalizar en Santa Coloma y cambiaba el trazado de la L3.
El plan de 1974 preveía un alargamiento de la L3 con un trazado parecido al actual, siguiendo desde Canyelles hasta Trinitat Nova y después a Ciutat Meridiana, que entonces llegaba a Vallcarca y que había sido prevista para llegar a Canyelles en el Plan de 1971.

### Metro ligero

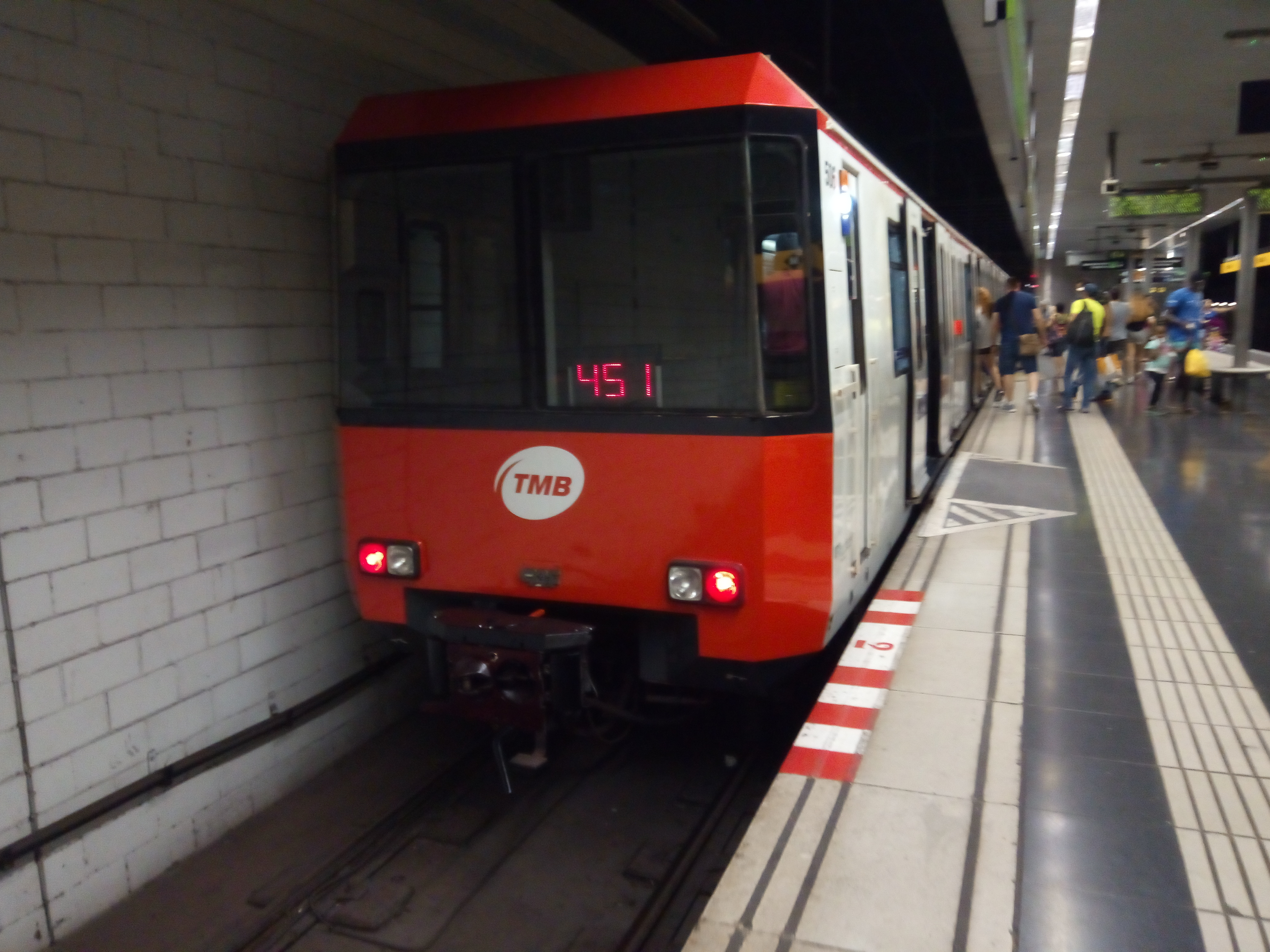
Un tren de la serie 500 en la estación de Trinitat Nova.

Posteriormente el presidente de la Generalidad de Cataluña en 1995 hizo la promesa de ampliar el metro a la zona norte del distrito de Nou Barris mediante una línea de metro ligero. A pesar del rechazo inicial del Ayuntamiento de Barcelona, que preveía hacer llegar el metro a la zona en 2010, finalmente la Generalidad y el Ayuntamiento se pusieron de acuerdo para que fuera un metro ligero.
Técnicamente la L11 difiere del resto de líneas, puesto que usa trenes de la serie 500, similares a la serie 2000 pero de dos coches en lugar de 5, esta característica técnica, lo hace una línea mas corta y de menor capacidad que el resto, por lo que fue apodada por parte de algunas administraciones como metro ligero pese a que no opera ni infraestructura ni vehículos tranviarios, y por lo tanto no puede considerarse como tal.
En 1997 se creó la Autoridad del Transporte Metropolitano, consorcio que integra la Generalidad de Cataluña, el Ayuntamiento de Barcelona y la Entidad Metropolitana del Transporte.  En el primer plan aprobado por la ATM, Plan Director de Infraestructuras 2001-2010, aparece la actuación AX18 para la creación de una línea de metro de cinco estaciones y de tipo ligero llamada L11 y con un trazado que parte de Trinitat Nova y llega a Can Cuiàs.

### Obras e inauguración
En el año 2001 empezaron las obras, con un presupuesto inicial de 48 millones de euros, que posteriormente fue de 86 millones. La inversión la hizo la Generalidad de Cataluña, el Gobierno de España y Fondos de la Unión Europea.
A comienzos de 2002 se acabó el túnel y a mediados de año, dos años después de haber comenzado, acabaron las obras y empezaron a pasar los trenes de prueba. El 16 de diciembre se inauguró la totalidad de la línea. El primer año tuvo una media de 2900 pasajeros al día.
La línea fue la primera del metro de Barcelona con conducción automática, pero con conductores, y se preveía que en 2004 se podrían quitar los conductores para conducir los trenes desde el Centro de Control de Metro de Barcelona, como banco de pruebas de la línea 9. La automatización total se hizo a finales de 2009.

### Automatización de los trenes
El 27 de julio del 2009 y durante un mes, la línea se cerró al público por la instalación de mamparas a los andenes y la cobertura de una de sus estaciones. La instalación de las mamparas era uno de los últimos pasos para que la línea pudiera empezar los servicios de conducción automática sin conductor. Desde el 16 de diciembre de 2009, los trenes de la serie 500 circulan en la línea sin conductor y de forma automática después de la puesta en marcha de la L9.
Hasta el 13 de septiembre de 2021, la conducción automática funcionaba solamente entre las estaciones de Can Cuiàs y Casa de l'Aigua. En el tramo entre Casa de l'Aigua y Trinitat Nova se operaba con sistema convencional, debido a que en Trinitat Nova no había mampara en los andenes porque estaba compartida con la L4.
Desde el 1 de julio hasta el 12 de septiembre de 2021, la línea permaneció cerrada por la construcción de un andén nuevo únicamente para la L11 y por la instalación de mamparas en el mismo en la estación de Trinitat Nova. Esto permitió la conducción automática en toda la línea.

## Futuras ampliaciones
En el Plan Director de Infraestructuras 2009-2018 no se prevé alargar la línea, a pesar de que en 2006 la Generalidad de Cataluña anunció que la línea de metro ligero entre Trinitat Nova y Can Cuiàs se ampliaría hasta conectar con la Línea Castellbisbal / El Papiol-Mollet.